# Cesar Geerinck
Cesar Geerinck (né à Zele le 6 mars 1862 et mort à Bruges le 22 décembre 1919) est un peintre belge appartenant à l'école de Bruges.
Son champ pictural couvre les natures mortes, les paysages, et occasionnellement les portraits.

## Biographie

### Famille
Cesar Geerinck, né à Zele, le 6 mars 1862, est le fils du menuisier Jacobus Franciscus Geerinck (1840-1895) et de la chapelière Joanna Catharina Cornelis (1829-1862), qui meurt trois jours après la naissance de son fils.
Cesar Geerinck épouse, à Bruxelles, le 19 juillet 1891 Jeanne Christiaens (née en 1861) et sont parents d'un fils, Etienne (né en 1895). Cesar Geerinck et sa famille demeurent d'abord à Anvers, puis à Molenbeek-Saint-Jean et à partir de 1896 à Bruges, où son épouse devient directrice de l'école secondaire publique pour filles. Ils vivent dès lors dans la maison du directeur de cette école, Spiegelrei no 15. Pendant la Première Guerre mondiale ils quittent le pays et se réfugient à Amperestraat no 198 à La Haye. En 1918, ils sont de retour à Bruges.

### Formation et premières œuvres
Cesar Geerinck apprend la peinture à la nouvelle académie de dessin de Zele puis, à partir de 1872, à l'académie des beaux-arts de Termonde, où il remporte un premier prix à l'âge de treize ans. La qualité de son travail lui permet de bénéficier d'une bourse d'études. En août 1881, il termine ses études à Termonde, lauréat du prix d'excellence et de plusieurs autres récompenses et médailles décernées dans les matières « modèle vivant », « dessin de figure » et « statue antique ». Il étudie ensuite, en 1882, à l'Académie royale des beaux-arts d'Anvers, où il reçoit annuellement une subvention en raison de la modicité de sa famille,.
Dès 1884, il expose ses œuvres à l'académie de Termonde, avant de participer à d'autres salons d'art à Courtrai, à Spa, et lors de la fête de la presse de 1890 à Anvers, où il propose deux aquarelles : Fantaisie et Marais au Donck, dans les environs de Cappellen. Il parfait ensuite son art en étudiant la peinture d'histoire auprès de Pierre Jean Van der Ouderaa, professeur à l'institut supérieur des beaux-arts d'Anvers.
César Geerinck participe au concours pour le Prix de Rome belge en 1889 et en 1892. Cependant le prix n'est pas décerné lors de ces concours, mais Geerinck reçoit à chaque session, une mention honorable. En 1892, son tableau représente le thème imposé : Les Dernières victimes du déluge. La toile est désormais exposée dans la salle du conseil de la commune de Zele.

### Carrière
Geerinck, très actif, peint des paysages urbains, non seulement de Bruges (le béguinage), mais aussi de villes françaises comme Rouen ou Amiens  Il réalise également  des œuvres relevant de divers domaines : natures mortes, intérieurs, bateaux de pêche, marines, paysages, animaux (chiens, chameaux, …) et occasionnellement des portraits et des scènes orientalistes,,.
Il est membre de l'association d'art, De Kunst, fondée par Hendrik Van Hulle et participe activement à des expositions. Il expose chaque année, de 1905 jusqu'à sa mort, aux expositions annuelles du Cercle Artistique Brugeois. Le quotidien L'Indépendance belge publie une critique élogieuse lors du salon De Kunst de 1913, où Cesar Geerinck expose une représentation de la ville de Bruges, en tons crus et vifs, ne manquant pas de fraîcheur. De 1911 à 1914, il participe également aux expositions du Cercle Artistique Ostendais,.
Cesar Geerinck meurt, à l'âge de 57 ans, le 22 décembre 1919 à Bruges.